# Bangunan Parlimen Malaysia

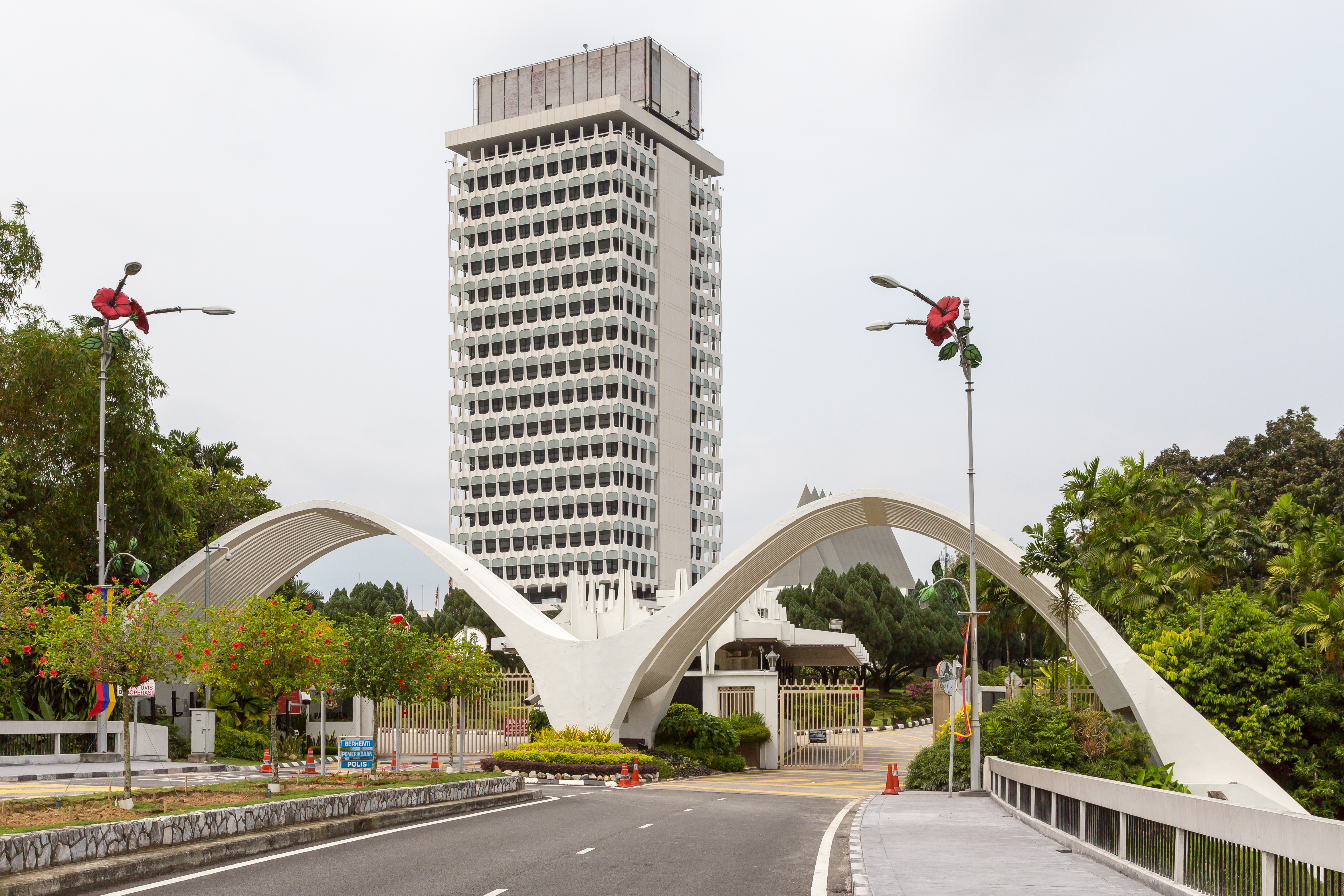
Eingangstor zum Malaysischen Parlament. Im Hintergrund das Bürohochhaus der Abgeordneten

Das Bangunan Parlimen Malaysia oder Malaysian Houses of Parliament ist ein Gebäudekomplex, der die beiden Kammern des malaysischen Parlaments beherbergt. Das Gebäudeensemble liegt am Perdana Botanical Gardens, einer großen Parkanlage in der Hauptstadt Kuala Lumpur, unmittelbar neben dem malaysischen Nationaldenkmal.

## Beschreibung
Der Gebäudekomplex besteht aus zwei Teilen, einem dreistöckigen Hauptgebäude und einem 17-stöckigen Hochhaus. Im Hauptgebäude sind die beiden Kammern Dewan Rakyat (Abgeordnetenhaus) und Dewan Negara (Senat) untergebracht, während sich die Büros der Abgeordneten im Hochhaus befinden.

## Konstruktion
Der Bau  geht auf einen Vorschlag von Tunku Abdul Rahman, dem ersten Premierminister der Föderation Malaya, im Dezember 1959 zurück. Der Entwurf und die Ausführung des Gebäudes gehen auf den Briten Ivor Shipley, einem Angestellten der malaysischen Regierungsbaubehörde, zurück. Die Baukosten betrugen RM18 Millionen. Die Bauarbeiten begannen im September 1962. Die Eröffnung des neuen Parlamentsgebäudes erfolgte am 21. November 1963 durch den 3. Yang di-Pertuan Agong Tuanku Syed Putra Ibni Syed Hassan Jamalullail. Eine Statue von Tunku Abdul Rahman wurde auf dem Platz vor dem Parlament aufgestellt.

## Vorgängerbau
Vom 11. September 1959 bis zur Eröffnung des neuen Parlamentsgebäudes im Jahr 1963 war das Parlament im Dewan Tunku Abdul Rahman untergebracht. Das im Stadtzentrum von Kuala Lumpur, nahe der Petronas Towers liegende Gebäude gehörte ursprünglich dem reichen und renommierten Minen- und Plantagenmagnaten Eu Tong Seng. Heute ist in diesem historischen Gebäude das Malaysia Tourism Centre (MATIC) untergebracht.

## Kulturelle Rezeption
In Malaysia hat das Gebäude einen hohen symbolischen Stellenwert. Außerdem schmückte es die Rückseite der ersten, 1967 herausgegebenen Münzreihe des Ringgit und von 1967 bis 1996 die Rückseite des 1000-Ringgit-Geldscheins.

## Umzug nach Putrajaya
2010 brachte die Regierung einen Neubau im Regierungs- und Verwaltungszentrum Putrajaya ins Gespräch. Wegen der hohen Kosten von mindestens 800 Millionen Ringgit und Protesten aus der Bevölkerung wurde der Plan jedoch vorerst nicht weiter thematisiert.